# يواكيم ستاندفيست

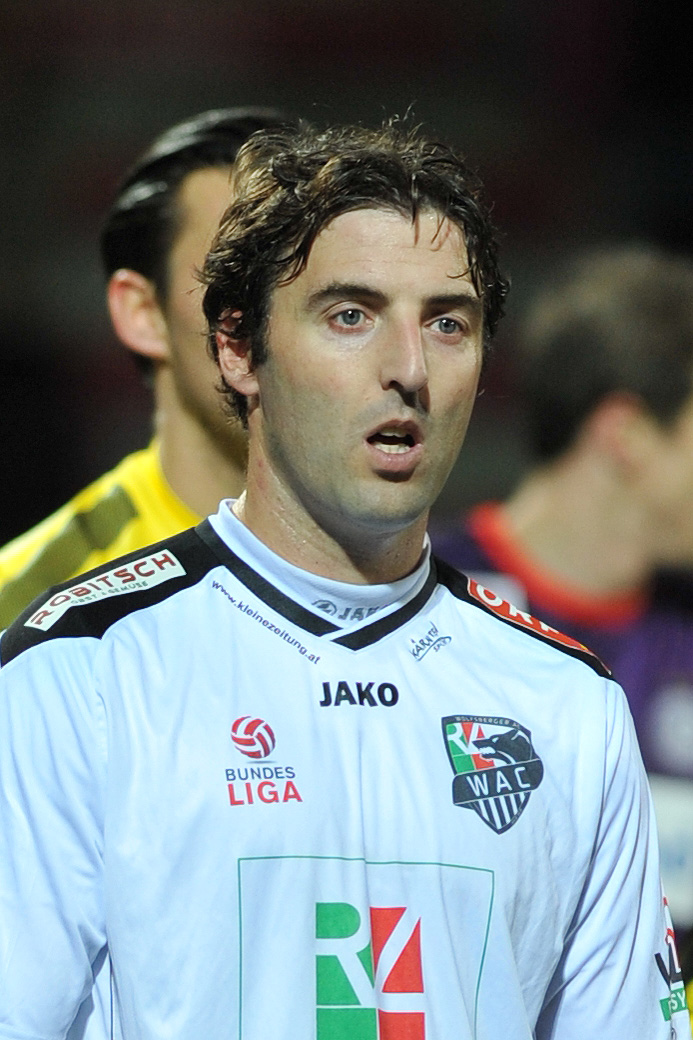

يواكيم ستاندفيست (بالألمانية: Joachim Standfest)‏، من مواليد 30 مايو 1980 في ليوبن في النمسا، لاعب كرة قدم نمساوي.
يلعب مع نادي أوستريا فيينا منذ عام 2007.
بدأ باللعب مع منتخب النمسا لكرة القدم في عام 2003.

## روابط خارجية
- يواكيم ستاندفيست على موقع الاتحاد الأوربي (الإنجليزية)
- يواكيم ستاندفيست على موقع قاعدة بيانات كرة القدم.إي يو (الإنجليزية)
- يواكيم ستاندفيست على موقع ناشيونال فوتبول تيمز (الإنجليزية)
- يواكيم ستاندفيست على موقع Soccerway.com (الإنجليزية)
- يواكيم ستاندفيست على موقع عالم كرة القدم.نت (الإنجليزية)
- يواكيم ستاندفيست على موقع كووورة